# Kringlan, Hälsingland
Kringlan är en sjö i Hudiksvalls kommun i Hälsingland och ingår i Delångersåns huvudavrinningsområde.